# 平埔語
平埔語，即臺灣平埔族群語言，為臺灣平埔族群（平地原住民）使用語言的統稱。隨著平埔族群於清代後期漢化，其傳統語言文化亦多數消失殆盡。
台湾西部平原已消亡的平埔语，主要有道卡斯语、巴布薩語、巴布拉语、洪雅语和西拉雅语等。今日平埔族群語言尚存者，則有西部平原內陸地區的巴宰語、邵語，以及東部的噶瑪蘭語:1—2。

## 研究
當前台灣平埔語研究，主要根據語料包括有：聖經譯本、番仔契、歷史文獻中的地名記音。與台灣高山語同為台灣原住民語言/福摩沙諸語，但除少數語言如宜蘭噶瑪蘭語、南投日月潭邵語以外，大多數平埔語已經消亡。但相對於高山諸語來說，平埔語的重建，在音韻結構問題上是單一的，亦即依台語音韻結構、日語音韻結構來重建，因為在主要歷史文獻上，日語文獻和古文閩南漢字音文獻是最主要的兩大語種。
雖然荷蘭語文獻和其他羅馬字文獻、或者有人試圖以菲律賓塔加洛音韻結構重建平埔語也有代表性，但大多不切實際也不實用。未來在重建「單一平埔語方向」上，或者重譯聖經的可能形式上，日語、台語的音韻結構恐將只能是「單一平埔語」的唯二選擇擇。這同時也為將來高山諸語的整合提供了重要典型意義，亦即從最大可能的方向增加日語、台語的外來詞彙來提供高山諸語共同詞彙的使用比例。在聖經翻譯上，最大可能的增加希伯來語、希臘語詞彙也與日語（特別是漢字音與日式英語外來詞）、台語詞彙同樣是擴大台灣原住民/福摩沙諸語共同詞彙的四個主要方向，也是最具實質意義的四個方向。

## 有關著作

### 荷治時期
- 《新港文書》(西拉雅語、大武壠語、馬卡道語)

### 清領時期
- 郁永河《裨海紀遊》
- 黃叔璥《番俗六考》
- 周鍾瑄《諸羅縣志》(嘉義地區/洪雅語)
- 朱仕玠《小琉球漫志》(高雄地區/馬卡道語)
- 倪贊元《雲林縣採訪冊》
- 胡傳《台東州採訪冊》

### 日治時期
- 土田滋、山田幸弘、森口恆一《台灣平埔族言語資料整理與分析》
- 小川尚義《台日大辭典》
- 伊能嘉矩《諸蕃語彙》、《平埔族調查旅行》、《台灣文化誌》、《台灣地名辭書》
- 安倍明義《台灣地名研究》

### 光復至今

#### 構詞學、詞彙詞義
- 李壬癸《南島民族的族群與遷徙》、《台灣原住民史：語言篇》、《台灣的南島語言》
- 姚榮松指導、蔡淑玲(2004)《台灣閩南語地名之語言研究：兼論其文化意涵與演變》新竹：竹教大台語所碩論
- 林慶勳指導、陳耀中(2007)《清代文獻反映平埔族群語言研究》高雄：高師大台文所碩論(漢字還原閩南語羅馬字轉寫)

#### 地名考釋
- 張耀錡1951《台灣平埔族社名研究》台北：南天
- 翁佳音1998《大台北古地圖考釋》新北：台北縣立文化中心
- 陸傳傑2003《台灣地名事典》台北：遠足文化
- 劉澤民(台灣)2007《平埔百社古文書專輯》台北：國史館、台灣文獻館
- 陸傳傑2014《被誤解的台灣老地名》台北：遠足文化
- 翁佳音、曹銘宗2016《大灣大員福爾摩沙》台北：貓頭鷹
- 陸傳傑2018《被誤解的台灣古地圖》台北：野人出版
- 許毓良2019《光緒十四年(1888)：台灣內山番社地輿全圖所見的新北山區》台北：遠足文化